# Ancyridris

Ancyridris polyrhachioides

Ancyridris (лат.) — род мелких муравьёв (Formicidae) из подсемейства Myrmicinae.

## Распространение
Юго-восточная Азия.

## Описание
Мелкие блестящие муравьи (длина около 5—6 мм) бурого или чёрного цвета с двумя длинными крючковидно загнутыми шипами на заднегрудке и двумя шипами на петиоле.

## Систематика
2 вида. Род ранее был в составе трибы Stenammini, а с 2014 года в составе трибы Crematogastrini в качестве корневой клады.
- Ancyridris polyrhachioides Wheeler, 1935 typus
- Ancyridris rupicapra (Stitz, 1938) (= Pheidole (Pheidolacanthinus) rupicapra)[4]